# Reinaldo Salazar
Reinaldo Salazar Molina (7 de mayo de 1955-21 de junio de 2020) fue un deportista y entrenador mexicano que compitió en taekwondo.

## Biografía
Ganó dos medallas en el Campeonato Mundial de Taekwondo en los años 1977 y 1979, y una medalla en el Campeonato Panamericano de Taekwondo de 1978. Era padre de los medallistas olímpicos Óscar e Iridia Salazar Blanco. En 2006 recibió el Premio Nacional del Deporte de México por su trayectoria.
En abril de 2020 realizó una visita al hospital a atender una dolencia de rodilla. El mismo día asistió a la Central de Abasto de la Ciudad de México y compró víveres. El centro de abasto que visitó es uno de los centros de consumo más grandes del mundo y un foco de infección de alta peligrosidad, por lo que probablemente allí se contagió de coronavirus (SARS-CoV-2). El proceso de enfermedad se agravó a causa de neumonía y altos niveles de glucosa en la sangre, requiriendo intubación tras una lucha de casi mes y medio, y falleciendo el 21 de junio de 2020.

## Palmarés internacional
| Campeonato Mundial      | Campeonato Mundial        | Campeonato Mundial | Campeonato Mundial |
| Año                     | Lugar                     | Medalla            | Categoría          |
| ----------------------- | ------------------------- | ------------------ | ------------------ |
| 1977                    | Chicago (Estados Unidos)  | Medalla de bronce  | –58 kg             |
| 1979                    | Stuttgart (RFA)           | Medalla de plata   | –60 kg             |
| Campeonato Panamericano |                           |                    |                    |
| Año                     | Lugar                     | Medalla            | Categoría          |
| 1978                    | Ciudad de México (México) | Medalla de oro     | –58 kg             |